# Верхняя Туарма
Верхняя Туарма — деревня в Вешкаймском районе Ульяновской области России. Входит в состав Каргинского сельского поселения.

## География
Деревня находится в северо-западной части Ульяновской области, в лесостепной зоне, в пределах Приволжской возвышенности, на правом берегу реки Туармы, на расстоянии примерно 16 километров (по прямой) к юго-юго-западу (SSW) от Вешкаймы, административного центра района. Абсолютная высота — 172 метра над уровнем моря.
Климат
Климат характеризуется как умеренно континентальный, с тёплым летом и умеренно холодной зимой. Средняя температура воздуха самого тёплого месяца (июля) — 20,4 °C (абсолютный максимум — 38 °C); самого холодного (января) — −14 °C (абсолютный минимум — −48 °C). Среднегодовое количество атмосферных осадков составляет 395—521 мм. Снежный покров образуется в конце ноября и держится в течение 128 дней.
Часовой пояс
Деревня Верхняя Туарма, как и вся Ульяновская область, находится в часовой зоне МСК+1. Смещение применяемого времени относительно UTC составляет +4:00.

## Название
Основателями деревни были чуваши. В чувашском языке «ту» — гора, «вар» — долина, низменность. Отсюда Туварма (чув. Тăварăм) — долина между гор. Со временем буква «в» выпала из названия. Чуваши эмигрировали в Самарскую губернию, и там они основали село с таким же названием Туарма. Назван «Верхней» для отличия от Нижней Туармы. 

## История
Год основания (первое упоминание в документах) — 1686 году. В писцовой книге 1685-1686 годов сказано: «Деревня Туварма, сидит на речке Туварме. А в ней живут служилые чюваша».  
В 1750 году часть ясачных чуваш переселились в Самарскую губернию, где основали новую деревню Туарма.
При создании Симбирского наместничества в 1780 году, деревня Верхняя Туварма, помещиковых крестьян, однодворцев, крещеных чуваш, из Синбирского уезда вошла в состав Карсунского уезда.
Так как своей церкви не было, то прихожане ходили в церковь села Средняя Туарма (ныне Каргино).
В 1859 году деревня Верхняя Туарма, удельных крестьян, по левую сторону Пензенской почтовой дороги, входила в 1-й стан Карсунского уезда Симбирской губернии.
На начало XX века работала министерская начальная школа.
В советское время действовали колхозы — «Дружная семья» и «Новая жизнь».

## Население
| 2010 |
| ---- |
| 0    |

В 1780 году — 238 человек. На 1859 г. — 386 м. и 486 ж.; На 1900 г. в дер. Верхней Туарме (при рч. Туарме; н. р. и ч.) в 152 дворах жило: 488 м. и 458 ж.; 